# الجينوم التنظيمي
كتاب من تأليف الدكتور غلامرضا گودرزي (أستاذ كامل في الإدارة) والدكتور مهرداد راستگو (باحث دولي في مجال العقل)، وقد نُشر في عام 1403 هـ.ش (2025م) عن دار نشر مهرآريا.
يعرض هذا الكتاب نموذجًا إداريًا جديدًا ونموذجًا حديثًا لتفوق المنظمات، تم تطويره من خلال دمج ثلاث علوم ومفاهيمها، وهي رؤية فكرية أصلية ابتكرها الدكتور مهرداد راستگو، وقد قام الدكتور غلامرضا گودرزي بتكييفها مع لغة ومفاهيم علم الإدارة بشكل علمي ومنهجي. أُطلق على هذا النموذج المُبتكر اسم R.M. (الإدارة المُعدّلة)، أي Revised Management. وأشار الدكتور راستگو إلى أنه سيتم تدريجيًا إصدار نسخ لاحقة وخاصة لهذا النموذج، مخصصة لمختلف الصناعات، وتقديمها للمجتمعين الأكاديمي والمهني على مستوى العالم.

## فصول الكتاب
ونظرًا لاستخدام خصائص علم الوراثة في هذا النموذج التكاملي، واعتمادًا على استخدام الأربعة نيوكليوتيدات A, T, C, G من أجل:
1.	دراسة الحمض النووي DNA وRNA الخاص بالمنظمة لتحديد الصفات الوراثية،
2.	تصميم الخريطة الجينية والجينوم المثالي للمنظمة،
3.	إجراء اختبار جيني للمنظمة بهدف تشخيص المشكلات والاضطرابات الداخلية والخارجية،
4.	تقديم وصفة مناسبة لتحقيق طفرة جينية إيجابية داخل المنظمة،
5.	تمكين الجسد، وارتقاء الروح، وتقوية العقل داخل المنظمة –
فقد اختار المؤلفان مصطلح “جينوم المنظمة” عنوانًا لهذا المجلد.
تم تصميم نموذج R.M. اعتمادًا على خصائص ومفاهيم ثلاث علوم:
   •   علم الإدارة،
   •   علم العقل (العقل، الجسد، الروح)،
   •   علم الوراثة،
تم دمج هذه العلوم في إطار موحد لصياغة هذا النموذج. سعى المؤلفان في هذا العمل إلى تقديم رؤية جديدة لبنية الإدارة وتفوق المنظمات، مستلهمَين من هذه العلوم الثلاثة وبنهج متعدد التخصصات، مما يجعله نموذجًا ملائمًا وفعّالًا لعصر القرن الجديد.
يحتوي الكتاب على ستة فصول بالإضافة إلى المقدمة، وفهرس المحتويات كما يلي:
   •   المقدمة
   •   من أين نبدأ؟
الفصل الأول: الإدارة
   •   ما هي الإدارة؟
   •   من هو المدير؟
   •   لماذا المدير يعاني من الأزمات؟

## بيانات النشر
عنوان الكتاب: الجينوم التنظيمي
المؤلف: الدكتور غلامرضا گودرزی و الدكتور مهرداد راستگو
عدد الصفحات: 98
الرقم الدولي المعياري للكتاب (ISBN): 978-964-8243-18-5

## وصلات خارجية
الصفحة الإنجليزية لـ "The Genome of Organization" على ويكيبيديا